# Національний спротив в Україні
Національний спротив в Україні — визначається Законом України «Про основи національного спротиву».
Складовими національного спротиву є територіальна оборона, рух опору та підготовка громадян України до національного спротиву.
Метою національного спротиву в Україні є підвищення обороноздатності держави, надання обороні України всеохоплюючого характеру, сприяння забезпеченню готовності громадян України до національного спротиву.
Загальне керівництво національним спротивом здійснює Президент України як Верховний Головнокомандувач Збройних Сил України через Міністра оборони України.

## Територіальна оборона
Провідна роль в організації та виконанні завдань територіальної оборони належить Силам територіальної оборони Збройних Сил України.

## Рух опору
Провідна роль в організації, підготовці, підтримці та виконанні завдань руху опору належить Силам спеціальних операцій Збройних Сил України.
Керівництво рухом опору здійснює Головнокомандувач Збройних Сил України через Командувача Сил спеціальних операцій Збройних Сил України.
Завданнями руху опору є:
1. формування осередків руху опору та набуття ними відповідних спроможностей;
2. перешкоджання діям військ (сил) агресора (противника);
3. участь у проведенні спеціальних (розвідувальних, інформаційно-психологічних тощо) операцій;
4. участь у підготовці громадян України до руху опору.

## Підготовка громадян України до національного спротиву
Керівництво підготовкою громадян України до національного спротиву здійснюється Кабінетом Міністрів України через відповідні центральні органи виконавчої влади.
Завданнями підготовки громадян України до національного спротиву є:
1. сприяння набуттю громадянами України готовності та здатності виконання конституційного обов'язку щодо захисту Вітчизни, незалежності та територіальної цілісності України;
2. військово-патріотичне виховання громадян України;
3. підготовка населення до умов життєдіяльності в районах ведення (воєнних) бойових дій.